# Øretinget
Øreting var et tingsted i Trøndelag, lokaliseret på Øra ved udløbet af Nidelven og ved Lade i nuværende Trondheim by. Her rådslog  Trøndelagen, den region hvor trøndernes lov bestemte. Harald Hårfager gjorde Lade gård i Strinda til kongsgård. Det blev sagt, at «her var landets rette kraft og styrke», noget som senere blev markeret ved, at kun den, som blev hyldet på Øreting, kunne anses for at være Norges retmæssige konge.